# Houdilcourt
Houdilcourt település Franciaországban, Ardennes megyében. Lakosainak száma 143 fő (2022. január 1.). Houdilcourt Asfeld, Poilcourt-Sydney, Sault-Saint-Remy, Vieux-lès-Asfeld, Boult-sur-Suippe és Saint-Étienne-sur-Suippe községekkel határos.

## Népesség
A település népességének változása:
| Lakosok száma | 106  | 125  | 153  | 149  | 149  | 144  | 133  | 131  | 130  | 143  |
|               | 1968 | 1982 | 1990 | 2006 | 2013 | 2015 | 2017 | 2019 | 2020 | 2022 |